# جون بين (لاعب رماية)
جون بين (بالإنجليزية: John Paine)‏ (و. 1870 – 1951 م) هو لاعب رماية أمريكي، ولد في بوسطن، شارك في الألعاب الأولمبية الصيفية 1896، وShooting at the 1896 Summer Olympics – Men's 25 metre military pistol ‏، توفي عن عمر يناهز 81 عاماً.

## التعليم
تعلم في جامعة هارفارد.

## روابط خارجية
- جون بين على موقع أوليمبيديا (الإنجليزية)